# Coupe d'Espagne de football 1928
Navigation
Édition précédente Édition suivante
La Coupe d'Espagne de football 1928 ou Copa del Rey 1928 est la 26e édition de ce trophée. La compétition se déroule entre le 31 janvier 1928 et le 29 juin 1928. Elle sacre le FC Barcelone pour la huitième fois.

## Calendrier
| Phase                       | Tour                  | Date aller      | Date retour    |
| --------------------------- | --------------------- | --------------- | -------------- |
| Phase qualificative         | Tour de qualification | 31 janvier 1928 | 2 février 1928 |
| Phase de groupes            | Journée 1 et 6        | 5 février 1928  | 11 mars 1928   |
| Phase de groupes            | Journée 2 et 7        | 12 février 1928 | 18 mars 1928   |
| Phase de groupes            | Journée 3 et 8        | 19 février 1928 | 25 mars 1928   |
| Phase de groupes            | Journée 4 et 9        | 26 février 1928 | 1er avril 1928 |
| Phase de groupes            | Journée 5 et 10       | 4 mars 1928     | 8 avril 1928   |
| Phase à élimination directe | Quarts de finale      | 15 avril 1928   | 29 avril 1928  |
| Phase à élimination directe | Demi-finales          | 6 mai 1928      | 13 mai 1928    |
| Phase à élimination directe | Finale                | 20 mai 1928     | 20 mai 1928    |
| Phase à élimination directe | Match d'appui 1       | 22 mai 1928     | 22 mai 1928    |
| Phase à élimination directe | Match d'appui 2       | 29 juin 1928    | 29 juin 1928   |

## Tour de qualification
| Équipe      | Aller | Total  | Retour | Équipe    |
| ----------- | ----- | ------ | ------ | --------- |
| Real Madrid | 7 – 0 | 10 – 1 | 3 – 1  | Patria FC |
| US Mahón    | 1 – 5 | 3 – 13 | 2 – 8  | CD Europa |

## Phase de groupes

### Groupe I
| Rang | Équipe               | Pts | J  | G | N | P | Bp | Bc | Diff |  | Résultats (▼ dom., ► ext.) | CEL | OVI | DEP | CUL | UNI  | SAM |
| ---- | -------------------- | --- | -- | - | - | - | -- | -- | ---- |  | -------------------------- | --- | --- | --- | --- | ---- | --- |
| 1    | RC Celta             | 15  | 10 | 7 | 1 | 2 | 55 | 17 | +38  |  | RC Celta                   |     | 7-2 | 2-1 | 8-0 | 11-1 | 7-1 |
| 2    | Real Oviedo          | 15  | 10 | 7 | 1 | 2 | 39 | 19 | +20  |  | Real Oviedo                | 4-2 |     | 4-0 | 5-3 | 6-0  | 7-0 |
| 3    | Deportivo La Corogne | 13  | 10 | 6 | 1 | 3 | 32 | 14 | +18  |  | Deportivo La Corogne       | 3-3 | 2-0 |     | 6-1 | 6-0  | 4-0 |
| 4    | Cultural Leonesa     | 9   | 10 | 4 | 1 | 5 | 23 | 33 | -10  |  | Cultural Leonesa           | 3-2 | 3-3 | 3-2 |     | 6-1  | 2-1 |
| 5    | Real Unión Deportiva | 4   | 10 | 2 | 0 | 8 | 15 | 51 | -36  |  | Real Unión Deportiva       | 1-8 | 1-3 | 1-4 | 2-1 |      | 4-1 |
| 6    | Racing de Sama       | 4   | 10 | 2 | 0 | 8 | 13 | 43 | -30  |  | Racing de Sama             | 1-5 | 1-5 | 0-4 | 3-1 | 5-4  |     |

### Groupe II
| Rang | Équipe                    | Pts | J  | G | N | P | Bp | Bc | Diff |  | Résultats (▼ dom., ► ext.) | ALA | RMA | SAN | ATH | GIM | ATM |
| ---- | ------------------------- | --- | -- | - | - | - | -- | -- | ---- |  | -------------------------- | --- | --- | --- | --- | --- | --- |
| 1    | CD Alavés                 | 14  | 10 | 5 | 4 | 1 | 17 | 9  | +8   |  | CD Alavés                  |     | 0-1 | 2-1 | 2-0 | 3-0 | 2-1 |
| 2    | Real Madrid               | 14  | 10 | 6 | 2 | 2 | 23 | 17 | +6   |  | Real Madrid                | 3-3 |     | 3-2 | 3-2 | 6-1 | 3-0 |
| 3    | Racing de Santander       | 13  | 10 | 6 | 1 | 3 | 34 | 13 | +21  |  | Racing de Santander        | 2-2 | 4-0 |     | 2-0 | 7-0 | 6-2 |
| 4    | Athletic Club             | 13  | 10 | 6 | 1 | 3 | 26 | 13 | +13  |  | Athletic Club              | 0-0 | 3-1 | 3-1 |     | 8-0 | 3-1 |
| 5    | Gimnástica de Torrelavega | 4   | 10 | 1 | 2 | 7 | 8  | 38 | -30  |  | Gimnástica de Torrelavega  | 0-0 | 2-2 | 0-5 | 1-3 |     | 2-1 |
| 6    | Athletic de Madrid        | 2   | 10 | 1 | 0 | 9 | 12 | 30 | -18  |  | Athletic de Madrid         | 1-3 | 0-1 | 1-4 | 2-4 | 3-2 |     |

### Groupe III
| Rang | Équipe        | Pts | J  | G | N | P  | Bp | Bc | Diff |  | Résultats (▼ dom., ► ext.) | BAR | RSO | RUN | EUR | IBE | PAT |
| ---- | ------------- | --- | -- | - | - | -- | -- | -- | ---- |  | -------------------------- | --- | --- | --- | --- | --- | --- |
| 1    | FC Barcelone  | 16  | 10 | 7 | 2 | 1  | 35 | 18 | +17  |  | FC Barcelone               |     | 4-1 | 4-4 | 2-2 | 4-1 | 7-0 |
| 2    | Real Sociedad | 16  | 10 | 8 | 0 | 2  | 31 | 17 | +14  |  | Real Sociedad              | 5-4 |     | 4-1 | 4-2 | 5-1 | 4-1 |
| 3    | Real Unión    | 15  | 10 | 7 | 1 | 2  | 36 | 17 | +19  |  | Real Unión                 | 2-3 | 3-1 |     | 2-1 | 2-1 | 8-0 |
| 4    | CD Europa     | 7   | 10 | 3 | 1 | 6  | 22 | 21 | +1   |  | CD Europa                  | 2-3 | 0-1 | 0-3 |     | 7-0 | 4-2 |
| 5    | Iberia SC     | 6   | 10 | 3 | 0 | 7  | 16 | 28 | -12  |  | Iberia SC                  | 0-1 | 1-3 | 3-4 | 2-1 |     | 4-1 |
| 6    | Patria Aragón | 0   | 10 | 0 | 0 | 10 | 7  | 46 | -39  |  | Patria Aragón              | 1-3 | 0-3 | 0-7 | 2-3 | 0-3 |     |

### Groupe IV
| Rang | Équipe       | Pts | J  | G | N | P | Bp | Bc | Diff |  | Résultats (▼ dom., ► ext.) | MUR | VAL | CAR | SEV | BET | LEV |
| ---- | ------------ | --- | -- | - | - | - | -- | -- | ---- |  | -------------------------- | --- | --- | --- | --- | --- | --- |
| 1    | Real Murcie  | 15  | 10 | 7 | 1 | 2 | 23 | 14 | +9   |  | Real Murcie                |     | 1-0 | 2-1 | 1-2 | 3-2 | 5-1 |
| 2    | Valence FC   | 12  | 10 | 5 | 2 | 3 | 21 | 20 | +1   |  | Valence FC                 | 3-1 |     | 4-0 | 1-1 | 3-3 | 4-2 |
| 3    | Cartagena FC | 10  | 10 | 4 | 2 | 4 | 18 | 17 | +1   |  | Cartagena FC               | 2-2 | 4-0 |     | 1-0 | 4-2 | 4-1 |
| 4    | Séville FC   | 9   | 10 | 3 | 3 | 4 | 16 | 14 | +2   |  | Séville FC                 | 1-2 | 7-2 | 1-0 |     | 3-3 | 0-1 |
| 5    | Real Betis   | 9   | 10 | 3 | 3 | 4 | 20 | 20 | 0    |  | Real Betis                 | 1-3 | 0-1 | 3-0 | 1-1 |     | 4-2 |
| 6    | Levante FC   | 5   | 10 | 2 | 1 | 7 | 13 | 26 | -13  |  | Levante FC                 | 1-3 | 1-3 | 2-2 | 2-0 | 0-1 |     |

## Phase à élimination directe

### Quarts de finale
| Match aller   | FC Barcelone                                         | 7 – 3   | Real Oviedo                              |                                                                          |                                                                          |
| 15 avril 1928 | Samitier 7e 47e 59e 74e · Sastre 36e 39e · Arnau 83e | (3 – 0) | 50e Barril · 66e Zabala · 78e Caramelero | Stade des Corts, Barcelone Spectateurs : 45 000 Arbitrage : Ramón Melcón | Stade des Corts, Barcelone Spectateurs : 45 000 Arbitrage : Ramón Melcón |

| Match retour  | Real Oviedo         | 2 – 2   | FC Barcelone    |                                                      |                                                      |
| 29 avril 1928 | Caramelero · Barril | (1 – 1) | Sastre · Arocha | Stade de Teatinos, Oviedo Arbitrage : Pedro Escartín | Stade de Teatinos, Oviedo Arbitrage : Pedro Escartín |

| Match aller   | Real Murcie | 1 – 2   | CD Alavés            |                                                          |                                                          |
| 15 avril 1928 | Álvarez 85e | (0 – 0) | 50e Unamuno · Crespo | Stade de la Condomina, Murcie Arbitrage : Pedro Escartín | Stade de la Condomina, Murcie Arbitrage : Pedro Escartín |

| Match retour  | CD Alavés                            | 3 – 1   | Real Murcie |                                                             |                                                             |
| 29 avril 1928 | Camio 46e · Roberto 50e · García 73e | (0 – 1) | 26e Zamora  | Stade de Mendizorrotza, Vitoria Arbitrage : Antonio Adrados | Stade de Mendizorrotza, Vitoria Arbitrage : Antonio Adrados |

| Match aller   | RC Celta                | 2 – 1   | Real Sociedad |                                                  |                                                  |
| 15 avril 1928 | Morilla 8e · Lecube 26e | (2 – 0) | 89e Yurrita   | Campo de Coia, Vigo Arbitrage : José Llovera Mas | Campo de Coia, Vigo Arbitrage : José Llovera Mas |

| Match retour  | Real Sociedad                                   | 3 – 0   | RC Celta |                                                                       |                                                                       |
| 29 avril 1928 | Bienzobas 32e (pen.) 61e (pen.) · Marculeta 87e | (1 – 0) |          | Stade d'Atotxa, Saint-Sébastien Arbitrage : Pelayo Serrano de la Mata | Stade d'Atotxa, Saint-Sébastien Arbitrage : Pelayo Serrano de la Mata |

| Match aller   | Real Madrid                    | 2 – 2   | Valence FC          |                                                      |                                                      |
| 15 avril 1928 | Reyes 8e (csc) · Lope Peña 16e | (2 – 0) | 65e Pérez · 70e Rey | Stade de Chamartín, Madrid Arbitrage : Pablo Saracho | Stade de Chamartín, Madrid Arbitrage : Pablo Saracho |

| Match retour  | Valence FC     | 2 – 1   | Real Madrid |                                                      |                                                      |
| 29 avril 1928 | Ródenas 9e 25e | (2 – 0) | 75e Uribe   | Stade de Mestalla, Valence Arbitrage : Pablo Saracho | Stade de Mestalla, Valence Arbitrage : Pablo Saracho |

### Demi-finales
| Match aller | FC Barcelone                                      | 3 – 0   | CD Alavés |                                                           |                                                           |
| 6 mai 1928  | Más 36e (pen.) · Samitier 72e · Ciríaco 85e (csc) | (1 – 0) |           | Stade des Corts, Barcelone Arbitrage : José María Murguía | Stade des Corts, Barcelone Arbitrage : José María Murguía |

| Match retour | CD Alavés | 0 – 5   | FC Barcelone                       |                                                            |                                                            |
| 13 mai 1928  |           | (0 – 3) | 20e Sastre · Arocha · 85e Samitier | Stade de Mendizorrotza, Vitoria Arbitrage : Pedro Escartín | Stade de Mendizorrotza, Vitoria Arbitrage : Pedro Escartín |

| Match aller | Real Sociedad                                                                | 7 – 0   | Valence FC |                                                            |                                                            |
| 6 mai 1928  | Reyes 27e (csc) · Cholín 35e 44e · Mariscal 38e · Kiriki 57e · Marculeta 81e | (4 – 0) |            | Stade d'Atotxa, Saint-Sébastien Arbitrage : Pedro Escartín | Stade d'Atotxa, Saint-Sébastien Arbitrage : Pedro Escartín |

| Match retour | Valence FC | 3 – 2   | Real Sociedad |                                                                  |                                                                  |
| 13 mai 1928  | Ródenas    | (2 – 1) | Kiriki        | Stade de Mestalla, Valence Arbitrage : Pelayo Serrano de la Mata | Stade de Mestalla, Valence Arbitrage : Pelayo Serrano de la Mata |

### Finale

Le FC Barcelone, vainqueur de la Coupe d'Espagne de 1928. Debout : Forns (entr.), Mas, Castillo, Llorens, Walter, Guzmán, Carulla et Platko. Assis : Piera, Sastre, Samitier, Arocha et Sagi.

La finale de la Coupe d'Espagne de 1928 oppose le FC Barcelone à la Real Sociedad.
| Finale                | FC Barcelone | 1 – 1 a. p.           | Real Sociedad | Stade El Sardinero, Santander                  |                                                |
| 20 mai 1928 16h30 CET | Samitier 53e | (0 – 0, 1 – 1, 1 – 1) | 83e Mariscal  | Spectateurs : 18 000 Arbitrage : Pedro Vallana | Spectateurs : 18 000 Arbitrage : Pedro Vallana |

Le gardien de but hongrois du FC Barcelone Franz Platko entre dans la légende du football lors de cette finale épique de la Coupe d'Espagne disputée le 20 mai 1928 contre la Real Sociedad. Le match se joue au stade El Sardinero de Santander sous la pluie et un vent terrible près d'une mer Cantabrique agitée. Les deux équipes s'engagent à fond et le jeu devient très heurté. Platko, blessé en première mi-temps, doit se retirer de même que la star Josep Samitier. Le Barça joue à neuf car à l'époque on ne pouvait pas remplacer les joueurs. En deuxième mi-temps, les deux blessés retournent sur le terrain. C'est alors que Platko réussit des prouesses sous les buts malgré une fracture. Le poète Rafael Alberti qui assiste à la partie décrira dans l'Ode à Platko l'émotion que suscite en lui ce gardien venu d'ailleurs, taché de boue et de sang de la tête aux pieds, et qui résiste sous le vent et la pluie aux assauts répétés de la Real Sociedad face au Barça diminué par les blessures. Le match se termine sur le score de 1 à 1 après prolongation. 
| Finale (2e match)     | FC Barcelone | 1 – 1 a. p.           | Real Sociedad | Stade El Sardinero, Santander                   |                                                 |
| 22 mai 1928 11h00 CET | Piera 68e    | (0 – 0, 1 – 1, 1 – 1) | 32e Kiriki    | Spectateurs : 15 000 Arbitrage : Pedro Escartín | Spectateurs : 15 000 Arbitrage : Pedro Escartín |

La répétition de la finale est fixée deux jours plus tard. Platko, trop mal en point, ne la joue pas. C'est Ramon Llorens qui joue à sa place et le match finit sur le même score.
| Finale (3e match)      | FC Barcelone                          | 3 – 1   | Real Sociedad     | Stade El Sardinero, Santander |                           |
| 29 juin 1928 17h00 CET | Samitier 8e · Arocha 20e · Sastre 25e | (3 – 1) | 15e (pen.) Zaldúa | Arbitrage : Pedro Vallana     | Arbitrage : Pedro Vallana |

La proximité des Jeux olympiques d'Amsterdam oblige à repousser le troisième match un mois plus tard. Finalement, le 29 juin 1928, le FC Barcelone, toujours privé de Platko qui ne s'est pas remis de ses blessures, remporte le trophée pour la huitième fois en battant 3 à 1 la Real Sociedad dans ce qui constitue la finale de Coupe d'Espagne la plus longue de l'histoire.